# 梧南駅
梧南駅（オナムえき）は大韓民国京畿道南楊州市梧南邑にある、ソウル交通公社榛接線の駅。駅番号は406。
隣の別内ビョルガラム駅までは7.7km離れており、ソウル交通公社で最も駅間距離が長い。

## 歴史
- 2014年12月10日 - 着工。
- 2021年8月6日 - 駅名が正式決定[1]。
- 2022年3月19日 - 開業[2]。

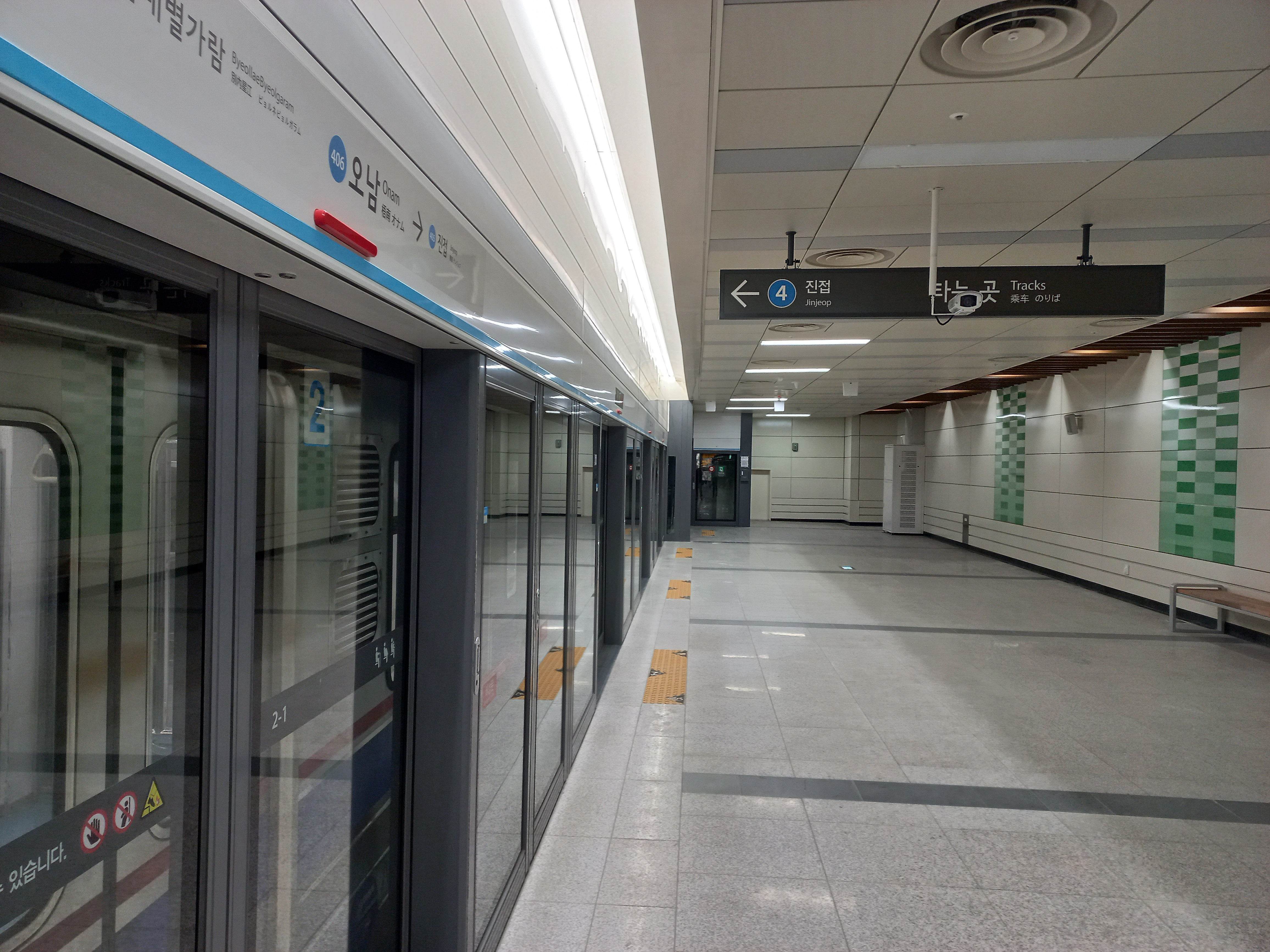
ホーム(2022年3月)
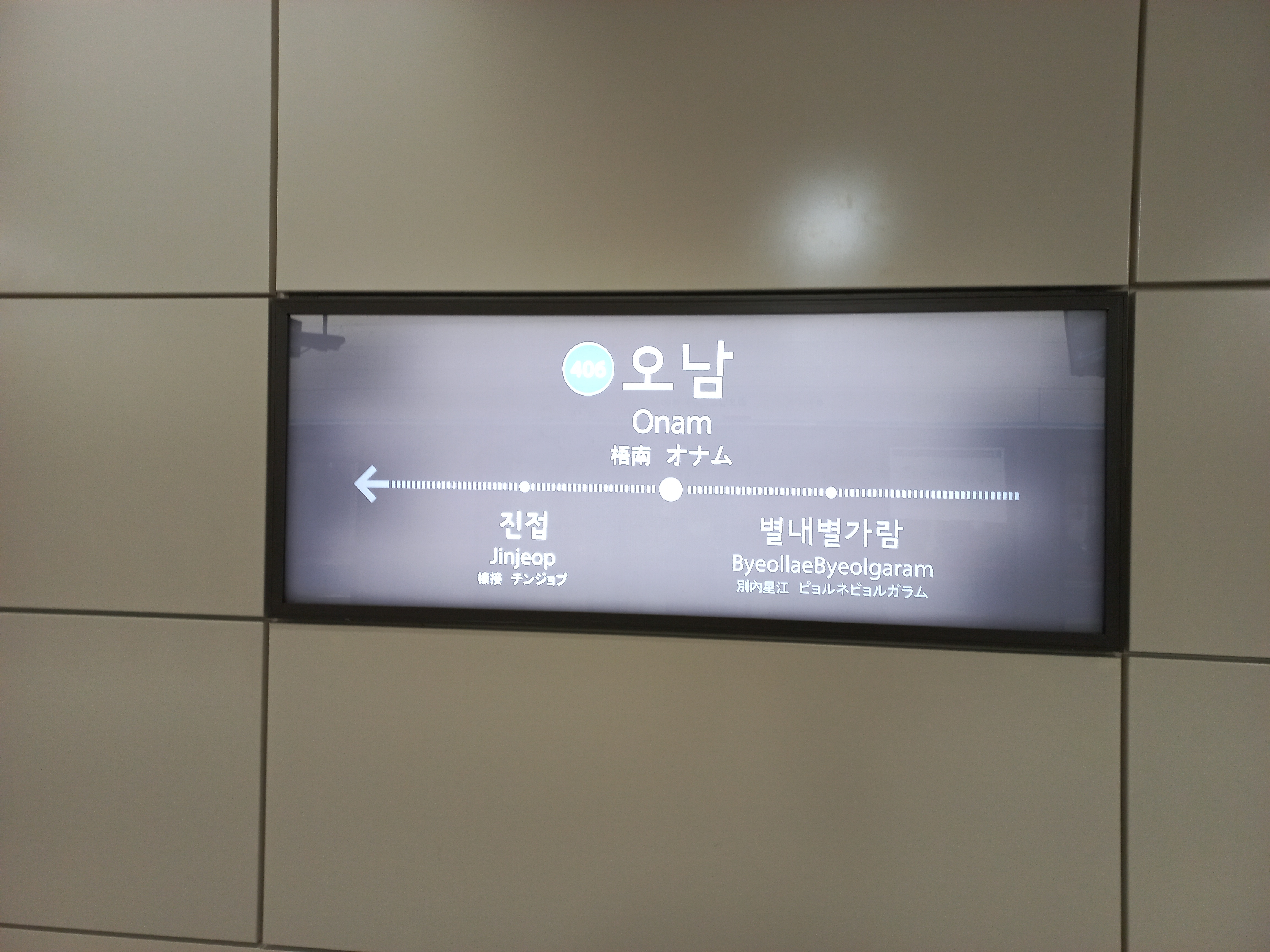
駅名標

## 隣の駅
ソウル交通公社
榛接線
榛接駅 (405) - 梧南駅 (406) - 別内ビョルガラム駅 (408)